# Stilpoäng

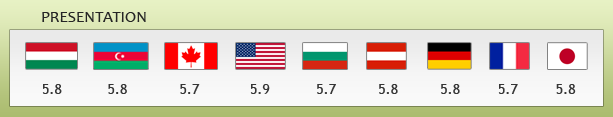
I internationella tävlingar är domarna från olika länder, och utdelade stilpoäng från respektive domare presenteras ofta tillsammans med flaggan för domarens land.

Stilpoäng används vid poängbedömning inom många bedömningssporter, och är en domarbedömning av hur tävlingsmomentet genomfördes stil- eller utseendemässigt.
I backhoppning räknas stilpoängen samman med hoppets längd till det totala resultatet.
Stilpoäng används också inom gymnastik och konståkning.